# Fleckenmergel
Als Fleckenmergel bezeichnen Geologen einen dunkel gefleckten Mergel der nördlichen Kalkalpen, der am häufigsten in den Allgäuer- und Lechtaler Alpen an der deutsch-österreichischen Grenze in Erscheinung tritt—oft in Nachbarschaft von Allgäuschichten und von Hauptdolomit. Als Folge des Deckenbaus der Alpen kommt er aber auch weiter im Süden und Osten vor, u. a. in den Lienzer Dolomiten sowie in Nieder- und Oberösterreich, und teilweise sogar im Untergrund der Samnaungruppe, etwa beim Stammerspitz.

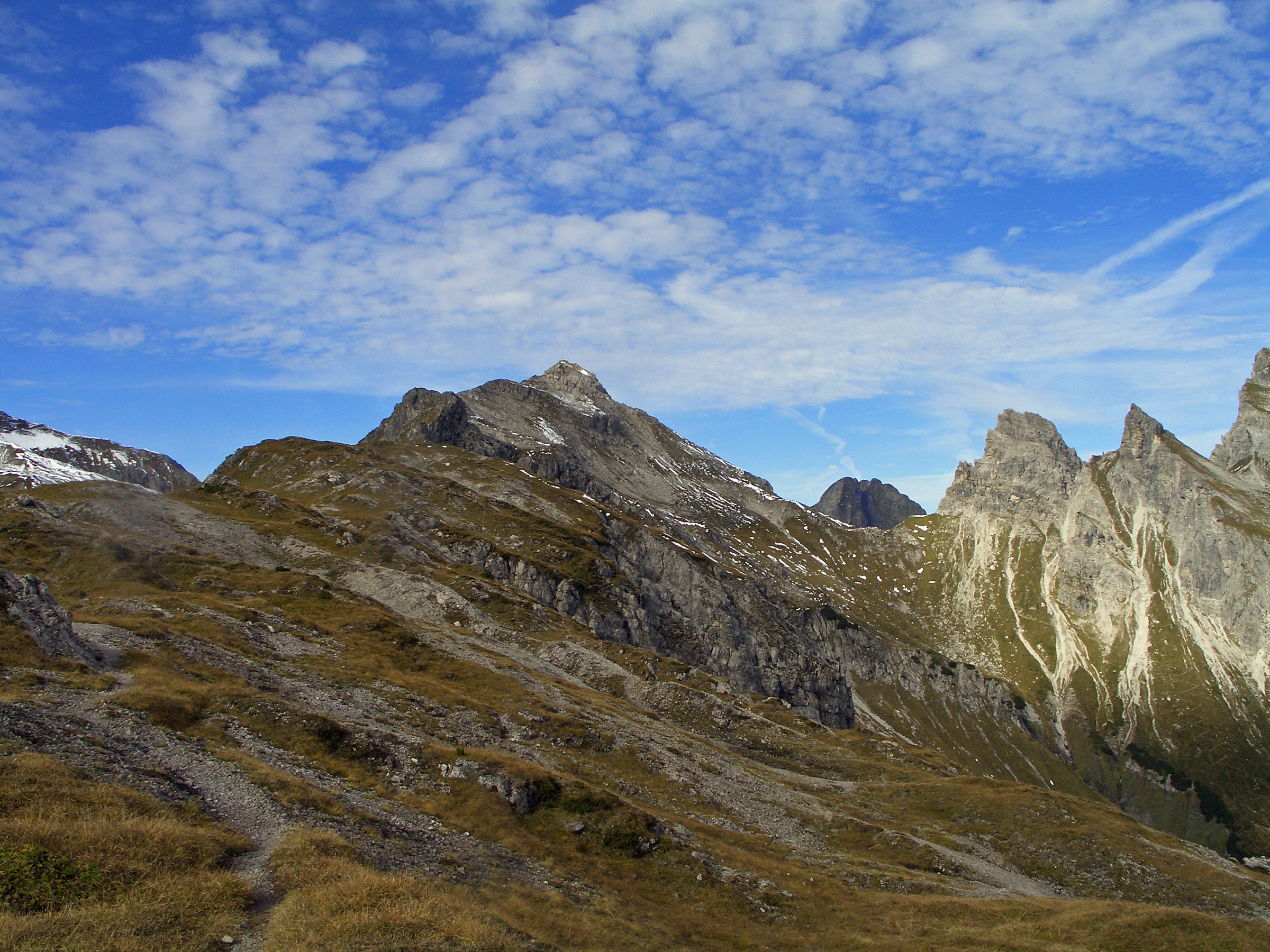
In den Allgäuer Alpen – wie hier an der Jochspitze – bildet der Fleckenmergel oft den Untergrund der aus härterem Dolomit bestehenden Gipfel.

Das Sedimentgestein wurde vor allem im Unteren Jura (vor 200 bis 175 Millionen Jahren) gebildet, der auch Lias genannt wird, sowie teilweise auch im nachfolgenden Dogger. Häufig spricht man daher auch vom Lias-Fleckenmergel.
Es bildet oft den Untergrund von Dolomitgesteinen (etwa auf der Allgäuer Jochspitze) oder deren Gesteinsgrenze. Diese Nachbarschaft führt beispielsweise in den Lechtaler Alpen zu auffälligen Gegensätzen in Geländeform und Bewuchs. Der Lechtaler Dolomit bildet stark zergliederte Gipfel und scharfkantige Schutthalden, während der Fleckenmergel in gelblich-brüchigen Schuttbergen auftritt und in mittleren Höhen einen fruchtbaren Unterboden für dichte, grüne Matten darstellt.
Im Westen der Walsertaler Berge bauen sich auch einige Gipfel (z. B. Heiterberg oder Elferkopf) aus Fleckenmergel auf, während im Nordosten Flysch und im Süden (z. B. am Widderstein) Hauptdolomit vorherrscht.
Einige Berge mit Fleckenmergel als Hauptgestein sind z. B.:
- Bleispitze, in der Nähe von Bichlbach (2224 m)
- Hönig (Lechtaler Alpen)
- Kreuzeck (Allgäuer Alpen)
- Kreuzspitzmassiv bei Elmen (Mittlere Kreuzspitze als höchster Gipfel 2496m)
- Rauheck (Allgäuer Alpen)
- Vorderer und Hinterer Sonnenkogel (2204 resp. 2324 m bei Bach)